# سارا ازکرو
سارا ازکرو (انگلیسی: Sara Ezquerro؛ زادهٔ ۵ آوریل ۱۹۹۹) بازیکن فوتبال است.
وی همچنین در تیم ملی فوتبال Spain U19 بازی کرده‌است.